# Pelotas (Brasil)
Pelotas es una ciudad y municipio en el estado de Río Grande del Sur, Brasil. Se ubica en las márgenes del Canal San Gonzalo, que une las lagunas de los Patos y Mirim, las mayores del Brasil, en el extremo sur del país, ocupando una superficie de 1,921 km² y teniendo una población de 323.158 habitantes (fuente: IBGE). La ciudad de Pelotas se encuentra a 261km de Porto Alegre, capital del Estado. Pelotas es un municipio que forma parte de la cuenca hidrográfica del río Camacuã.
El municipio posee una fuerte dedicación a la agricultura. Y en su historia económica se destaca la producción de carne que era enviada para todo el Brasil, y formaba parte de la riqueza de Pelotas en tiempos pasados.
La ciudad cuenta con dos universidades: Universidad Federal de Pelotas y Universidad Católica de Pelotas, posee el Instituto Federal Sul-rio-grandense (Centro Federal de Educación Tecnológica), dos teatros, Teatro Sete de Abril y Teatro Guaraní, una biblioteca pública, dos museos, dos diarios, un aeropuerto internacional y un puerto localizado a orillas del Canal San Gonzalo.
Con respecto al transporte hacia otras ciudades, Pelotas es conectada tanto por carreteras como por ferrocarriles.
Tanto la zona urbana como la rural de Pelotas cuenta con monumentos, paisajes y vista preciosas, que llevaron a la televisión brasilera a escoger la ciudad ya dos veces como escenario para las producciones: Incidente em Antares y A Casa das Sete Mulheres.
En Pelotas es realizada todos los años la tradicional Fenadoce, fiesta en donde se exhiben los famosos dulces de origen portugués y que hacen famosa a la ciudad.

## Historia
La historia del municipio comienza en junio de 1758, a través de la donación que Gomes Freire de Andrade, Conde de Bobadela, hizo al Coronel Thomáz Luiz Osório, de las tierras que quedaban a los márgenes de la Laguna de los Patos. En 1763, huyendo de la invasión española, muchos habitantes de la Villa de Río Grande de San Pedro  buscaron refugio en las tierras pertenecientes a Thomáz Luiz Osório. Más tarde, se unieron también los retirados de Colonia del Sacramento, entregada por portugueses a españoles en 1777.
En 1780, se instaló en Pelotas el saladero portugués José Pinto Martins. La prosperidad del establecimiento estimuló la creación de otros saladeros y el crecimiento de la región, dando origen a una población que marcaría el inicio de la ciudad de Pelotas.
La freguesia de São Francisco de Paula, fundada el 7 de julio de 1812 por iniciativa del padre Pedro Pereira de Mesquita, fue elevada a categoría de Villa el 7 de abril de 1832. Tres años después, en 1835, la Villa es elevada a condición de ciudad, con el nombre actual.
El nombre del municipio, Pelotas, proviene de las embarcaciones que se llamaban así, hechas con ramas de ceibo y forradas con cuero, usadas para atravesar ríos en la época de los saladeros.

## Geografía

### Relieve
El área urbana de Pelotas se sitúa a baja altitud, a 7 metros por encima del nivel del mar. En el interior del municipio, la altitud llega hasta los 429 m s. n. m.

### Clima
Pelotas tiene un clima subtropical húmedo (Cfa, según la clasificación climática de Köppen), con inviernos relativamente fríos, heladas ocasionales y la ocurrencia de nieblas, veranos cálidos y precipitaciones regularmente distribuidas durante el año. El mes más caluroso es enero, con una temperatura media de 23 °C, y el más frío es julio, con una media de 12 °C. El mes más lluvioso es febrero, con 145 mm de precipitaciones. La temperatura media anual de la ciudad es de 17,5 °C y la precipitación de 1.379 mm.
El 8 de julio de 1994 se produjo una nevada entre las 11:00 y las 13:30 horas. Hasta esa fecha, no había registros oficiales de nevadas en la ciudad.
| Parámetros climáticos promedio de Pelotas (INMET, 1981-2010) | Parámetros climáticos promedio de Pelotas (INMET, 1981-2010) | Parámetros climáticos promedio de Pelotas (INMET, 1981-2010) | Parámetros climáticos promedio de Pelotas (INMET, 1981-2010) | Parámetros climáticos promedio de Pelotas (INMET, 1981-2010) | Parámetros climáticos promedio de Pelotas (INMET, 1981-2010) | Parámetros climáticos promedio de Pelotas (INMET, 1981-2010) | Parámetros climáticos promedio de Pelotas (INMET, 1981-2010) | Parámetros climáticos promedio de Pelotas (INMET, 1981-2010) | Parámetros climáticos promedio de Pelotas (INMET, 1981-2010) | Parámetros climáticos promedio de Pelotas (INMET, 1981-2010) | Parámetros climáticos promedio de Pelotas (INMET, 1981-2010) | Parámetros climáticos promedio de Pelotas (INMET, 1981-2010) | Parámetros climáticos promedio de Pelotas (INMET, 1981-2010) |
| Mes                                                          | Ene.                                                         | Feb.                                                         | Mar.                                                         | Abr.                                                         | May.                                                         | Jun.                                                         | Jul.                                                         | Ago.                                                         | Sep.                                                         | Oct.                                                         | Nov.                                                         | Dic.                                                         | Anual                                                        |
| ------------------------------------------------------------ | ------------------------------------------------------------ | ------------------------------------------------------------ | ------------------------------------------------------------ | ------------------------------------------------------------ | ------------------------------------------------------------ | ------------------------------------------------------------ | ------------------------------------------------------------ | ------------------------------------------------------------ | ------------------------------------------------------------ | ------------------------------------------------------------ | ------------------------------------------------------------ | ------------------------------------------------------------ | ------------------------------------------------------------ |
| Temp. máx. abs. (°C)                                         | 42.0                                                         | 39.6                                                         | 38.4                                                         | 36.4                                                         | 33.6                                                         | 30.8                                                         | 31.8                                                         | 34.4                                                         | 35.6                                                         | 36.1                                                         | 37.4                                                         | 39.6                                                         | 42.0                                                         |
| Temp. máx. media (°C)                                        | 28.5                                                         | 27.9                                                         | 27.0                                                         | 24.4                                                         | 20.5                                                         | 17.9                                                         | 17.5                                                         | 18.7                                                         | 19.6                                                         | 22.3                                                         | 24.9                                                         | 27.3                                                         | 23                                                           |
| Temp. media (°C)                                             | 23.5                                                         | 23.0                                                         | 21.8                                                         | 18.8                                                         | 15.1                                                         | 12.7                                                         | 12.2                                                         | 13.5                                                         | 15.0                                                         | 17.8                                                         | 20.0                                                         | 22.2                                                         | 18                                                           |
| Temp. mín. media (°C)                                        | 19.5                                                         | 19.2                                                         | 18.0                                                         | 14.8                                                         | 11.4                                                         | 9.1                                                          | 8.4                                                          | 9.6                                                          | 11.4                                                         | 14.1                                                         | 15.9                                                         | 18.0                                                         | 14.1                                                         |
| Temp. mín. abs. (°C)                                         | 7.6                                                          | 5.8                                                          | 3.3                                                          | 2.7                                                          | -0.6                                                         | -5.0                                                         | -3.4                                                         | -2.6                                                         | -2.1                                                         | 1.2                                                          | 4.0                                                          | 4.8                                                          | -5.0                                                         |
| Precipitación total (mm)                                     | 109.8                                                        | 187.8                                                        | 107.6                                                        | 106.6                                                        | 95                                                           | 114.8                                                        | 99.6                                                         | 126                                                          | 122.9                                                        | 87.1                                                         | 102.3                                                        | 108.6                                                        | 1368.1                                                       |
| Horas de sol                                                 | 247.3                                                        | 200.2                                                        | 215.0                                                        | 187.7                                                        | 177.7                                                        | 138.6                                                        | 159.4                                                        | 163.7                                                        | 163.6                                                        | 195.3                                                        | 226.8                                                        | 259.9                                                        | 2335.2                                                       |
| Fuente: INMET (récords de temperatura desde 1931)            |                                                              |                                                              |                                                              |                                                              |                                                              |                                                              |                                                              |                                                              |                                                              |                                                              |                                                              |                                                              |                                                              |

### Vegetación
La mayor parte de la zona rural de Pelotas está compuesta por campos, con vegetación rastrera y herbácea (pampas). Pequeños bosques con plantaciones de árboles como eucalipto, pino y sauce llorón, o los árboles nativos, como ceibo y araucaria angustifolia. Pelotas está a una distancia de 55km del Océano Atlántico, y posee playa lacustre (en la Laguna de los Patos), llamada Laranjal. En las proximidades de esta playa, son encontradas algunas dunas.

## Demografía

### Etnias
La principal inmigración ocurrida en la región fue por la llegada de portugueses, oriundos principalmente del archipiélago de Azores, que influyeron profundamente en la cultura de la ciudad, principalmente en la arquitectura y en la culinaria.
Otra inmigración importante ocurrida en la región fue la de alemanes, que tenían preferencia por las zonas rurales del municipio, al contrario de los portugueses que se establecieron en el casco urbano. Otras etnias que llegaron a Pelotas fueron africanos (descendientes de esclavos, principalmente de Angola), italianos, polacos, franceses, judíos, árabes libaneses, etc.

## Economía

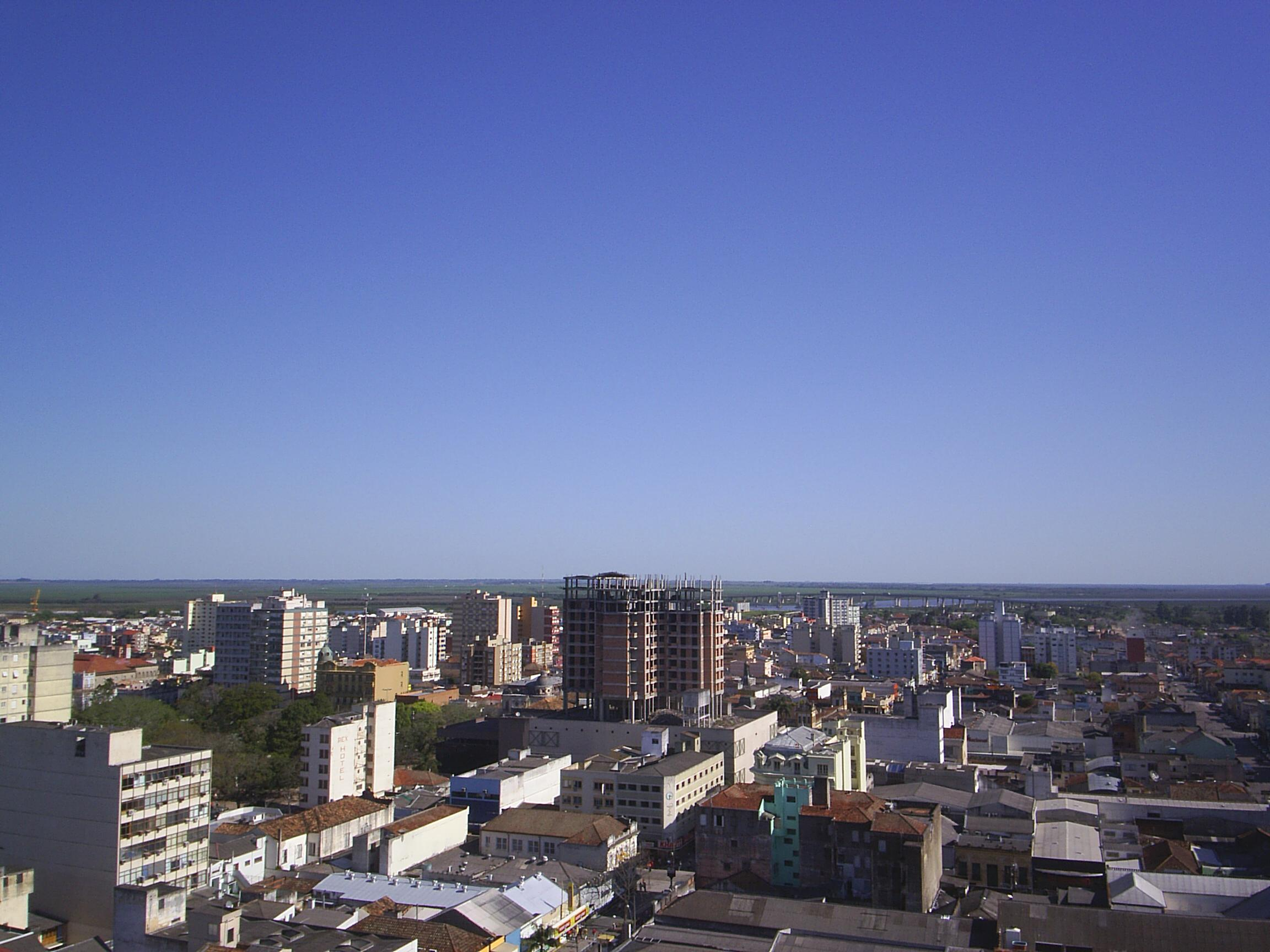
Vista de la ciudad.

La economía en Pelotas se basa en la agricultura y el comercio.
La región de Pelotas es la mayor productora de duraznos para la industria de conservas del país, además de producir otros productos como espárragos, pepinos, higos y frutillas. El municipio también es un gran productor de arroz y carne vacuna. Pelotas también posee la mayor producción de leche del Estado.
En Pelotas hay presencia de industrias conectadas al sector agronómico, textil, de producción de cuero y panificados. Forestación para la producción de papel y celulosa.
La ciudad es un gran centro comercial de la región, atrayendo compradores de toda la zona para sus galerías y negocios ubicados en el centro y por los barrios.

## Aglomeración Urbana de Pelotas y Río Grande
La Ley Estadual número 9184, de 1990, creó la aglomeración urbana de Pelotas, que en 2001 pasó a denominarse Aglomeración Urbana de Pelotas y Río Grande.
Esta se caracteriza por proporcionar una fuerte integración entre los municipios que la constituyen y formar una embrión para una futura región metropolitana. Está integrada por los municipios de Arroio do Padre, Capão do Leão, Morro Redondo, Pelotas, Río Grande, São José do Norte y Turuçu, que hacen en total una población aproximada de 600.000 habitantes.

## Arquitectura y monumentos
La ciudad tuvo una fuerte influencia estética portuguesa, con sus caserones con cerámica portuguesa en sus fachadas. Pelotas es mucho más rica en tesoros arquitectónicos y monumentos, que representan parte del patrimonio histórico del municipio y del Estado.

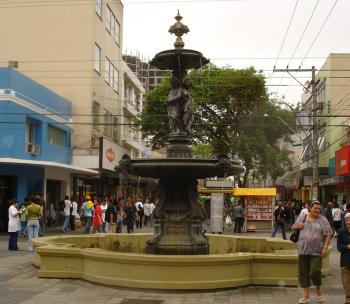
Fuente "As Três Meninas" (Las tres niñas).

Un ejemplo es el monumento de acervo de la ciudad y la Fuente de agua "As Três Meninas" (las Tres Niñas), traída de Francia en 1873, y localizada en el centro de la ciudad.

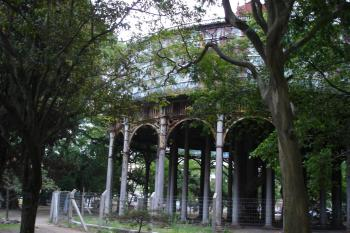
Caixa D'água de Hierro.

El mayor monumento en Pelotas es la Caixa d'água de Hierro, que se encuentra en la Plaza Piratinino de Almeida, única en su género en América Latina. Ella fue construida en 1875, y todavía sirve de abastecimiento diario a la ciudad. Se apoya sobre 45 columnas, y todas sus partes son de hierro. Todo el material usado fue importado de Francia.
Se destacan por su arquitectura las iglesias, el Gran Hotel y el Mercado Público.

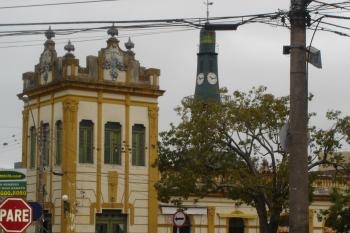
Mercado Público.

El Mercado Público fue construido en 1847, y en él se destaca la torre del reloj y el faro de hierro, importados de Hamburgo, en la Alemania, haciendo alusión a la Torre Eiffel.
El Gran Hotel fue inaugurado en 1928. El edificio tiene cuatro pisos, presentando un estiloArt nouveau. Hoy este predio pertenece a la municipalidad.

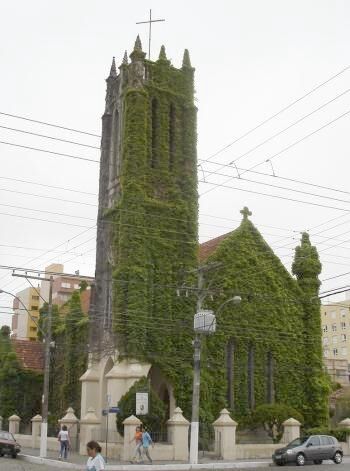
Igreja do Redentor.

La Catedral del Redentor, también conocida como "Iglesia Cabeluda", es la sede de la Iglesia Episcopal Anglicana del Brasil, es reconocida por su característica cobertura vegetal. Abrió su puertas en 1892. Su torre posee una altura de 27 metros y sus vitrales fueron traídos desde Nueva York.

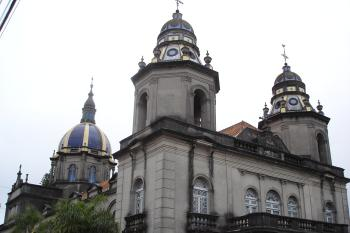
Catedral São Francisco de Paula.

La Catedral de San Francisco de Paula es considerado el más importante templo religioso de la ciudad por su tamaño, belleza y por sus obras de arte encontrada en su interior. El inicio de la construcción fue en 1813. La Catedral tiene la imagen de San Francisco de Paula, de autor desconocido, que fue traída de Colonia del Sacramento.
El pintor Aldo Locatelli (1915 - 1962) venido de Italia especialmente para hacer los afrescos en el techo y paredes de la Catedral San Francisco de Paula, invitado por Don Antônio Záttera, obispo de Pelotas en esa época. 

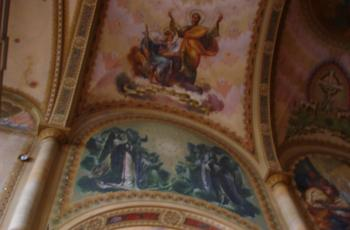
Detalhe de afresco de Aldo Locatelli no teto da Catedral.

También se destaca el Museo de Baronesa, cuya construcción se dio en el siglo XIX, ocupando un área de aproximadamente 7 hectáreas, teniendo, la construcción, 22 piezas y un patio interno. 
En Pelotas se conservan nueve esculturas de Antônio Caringi, considerado el más importante escultor gaúcho. Entre ellas: Oferenda (1942), en bronce, localizado en el Cementerio Ecuménico San Francisco de Paula; Monumento ao Colono (1958), en bronce y granito, en la plaza 1.º de Mayo; Monumento al Obispo Don Joaquín Ferreira de Mello (1942), en bronce y granito, en la Av. Dom Joaquim; Sentinela Farroupilha (1935), en bronce, Plaza 20 de Septiembre; As Três Idades do Trabalho, en granito, Plaza Coronel Pedro Osório; Dr. Luiz Pereira Lima (1958), en bronce, Plaza Piratinino de Almeida; Monumento ao Coronel Pedro Osório (1954), en bronce y granito, Plaza Coronel Pedro Osório; Monumento à Mãe (1968), en bronce y granito, Plaza Coronel Pedro Osório; Monumento al Dr. José Brusque (1968), en bronce y granito, Plaza Coronel Pedro Osório.

## Deportes
Pelotas es una ciudad que contribuyó mucho al deporte brasileño, contando con muchos atletas en diversas modalidades deportivas. 
Particularmente, en una ciudad pujante del fútbol, la gran pasión nacional. Tres clubes representaron los colores de la ciudad en diversas competiciones nacionales y regionales: Gremio Deportivo Brasil de Pelotas, Deporte Club Pelotas Archivado el 30 de junio de 2020 en Wayback Machine. y Farroupilha de Pelotas.

## Cultura
En esta ciudad está ubicada, desde 1960, la "Escola de Ballet Dicléa Ferreira de Souza". Esta importante bailarina, Dicléa Ferreira de Souza, que estudió con los mejores mestres de la danza, escogió Pelotas para empezar con su escuela de ballet que, aunque tuvo algunas dificultades iniciales, hoy es todo un referente en ballet en todo el Brasil. Los mejores bailarinos que destacan en esta escuela pasan a formar parte del "Grupo Ballet de Pelotas" que participa en diversos certámenes de ballet, tanto nacionales como internacionales, sendo meritorio el número de premios que recibe, tanto a los bailes en conjunto como a los solistas individuales o en dúo («pas de deux»). Cada año la escuela realiza diversos espectáculos con distintos integrantes, y por lo menos una función grande a finales de año con todas las bailarinas, desde la más pequeña, donde se puede apreciar el alto nivel de ballet y la seriedad con que se dedican a ello todos los bailarines, directores y coreógrafos. 
Varios exintegrantes de este grupo son hoy día integrantes de otros importantes grupos de baile a nivel nacional, no olvidando sus orígenes en la escuela de Ballet de Pelotas.

## Playas y Pesca
La ciudad cuenta con barrios a la margen del río, como la playa Laranjal, totalmente urbanizada, el balneario de los placeres, y la colonia de pescador Z3, que explota prencipalmente la pesca artesanal del camarón.

## Ciudades hermanas
- Aracati, Ceará, Brasil (2005)[10]
- Aveiro, Portugal (1996)[11]
- Colonia del Sacramento, Uruguay (2005)[12]
- Suzu, Japón (1963)[13]

## Alcaldes de Pelotas
- 1889 - Gervásio Alves Pereira
- 1893 - Antero Vitoriano Leivas
- 1900 - Francisco Moreira
- 1903 - José Barbosa Gonçalves
- 1904 - Cypriano Corrêa Barcellos
- 1908 - José Barbosa Gonçalves
- 1912 - Cypriano Corrêa Barcellos
- 1920 - Pedro Luis Osório
- 1924 - Augusto Simões Lopes
- 1928 - João Py Crespo
- 1932 - Augusto Simões Lopes
- 1933 - Joaquim Assumpção Jr.
- 1934 - Silvio Barbedo
- 1938 - José Júlio Barros
- 1944 - Sylvio da Cunha Echenique
- 1945 - Sérgio Abreu da Silveira
- 1946 - Procópio Duval de Freitas
- 1948 - Joaquim Duval
- 1952 - Mário David Meneghetti
- 1956 - Adolfo Fetter
- 1960 - João Carlos Gastal
- 1964 - Edmar Fetter
- 1969 - Francisco Louzada Alves da Fonseca
- 1973 - Ary Rodrigues Alcântara
- 1977 - Irajá Andara Rodrigues
- 1982 - Pedro Machado Filho
- 1983 - Bernardo de Souza
- 1987 - José María Carvalho da Silva
- 1989 - Anselmo Rodrigues
- 1993 - Irajá Andara Rodrigues
- 1997 - Anselmo Rodrigues
- 2000 - Otelmo Demari Alves
- 2001 - Fernando Stephan Marroni
- 2005 - Bernardo de Souza (con su renuncia debió asumir el viceprefecto Adolfo Fetter Júnior)
- 2009 - Adolfo Fetter
- 2013 - Eduardo Leite
- 2017 - Paula Mascarenhas (la primera alcaldesa)
- 2025 - Fernando Marroni (electo)

## Periódicos de la ciudad
- Diário Popular
- Diário da Manhã